# 江利門五左衛門
江利門 五左衛門（えりかど ござえもん、安永3年（1774年） - 文化9年11月21日（1812年12月24日））は、江戸時代後期の一揆指導者。姓は江利角とも。

## 経歴・人物
豊前下毛郡多志田村（現：大分県中津市本耶馬渓町多志田）の庄屋。
文化9年（1812年）に宇佐郡香下村より伸びる桂掛井堰（俗に赤尾井手とも）建設による地租追徴と新税導入の解除を中津藩に嘆願するものの、聞き入れられず赤尾丹治（宇佐郡赤尾村の庄屋）らと共に蜂起。捕らえられ他7人と共に処刑された。